# Karla Faye Tucker
Pour les articles homonymes, voir Tucker.
Karla Faye Tucker Brown, de son nom complet, née le 18 novembre 1959 à Houston au Texas et morte exécutée le 3 février 1998 à Huntsville dans le même État, est une double meurtrière américaine. Elle est internationalement connue pour avoir été la première femme exécutée au Texas depuis la fin de la guerre de Sécession et la première femme exécutée aux États-Unis depuis 1984.

## Meurtres

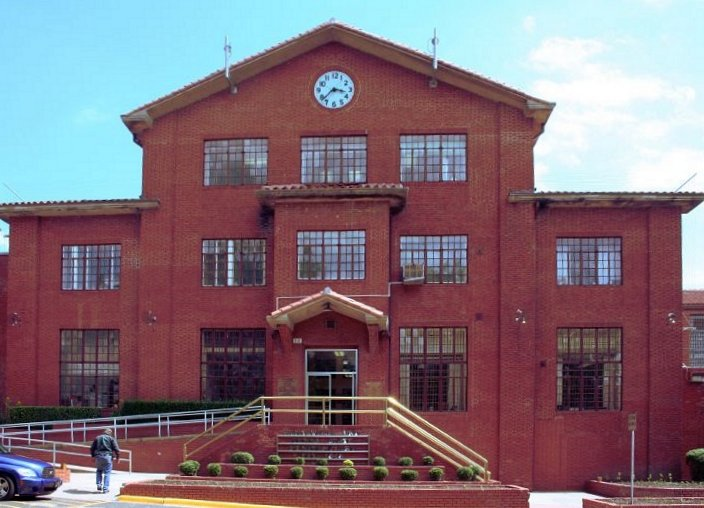
L'entrée du Huntsville Unit (Huntsville), lieu d'exécution au Texas.

Le 13 juin 1983, elle et son ami Danny Garrett, accompagnés d'un autre ami, James Leibrant, décident de voler la moto de l'un de leurs voisins, Jerry Dean. Celui-ci reconnait Tucker, qui avait séjourné plusieurs jours chez lui. Garrett le tue en lui assénant de nombreux coups de marteau. Tucker saisit ensuite une pioche qu'elle enfonce quatre ou cinq fois dans le dos de sa victime. Ils aperçoivent ensuite Deborah Thornton, cachée derrière un mur, qui a assisté au meurtre. Tucker  l'insulte et la tue.

## Procès
Durant son procès, Tucker déclare « avoir eu un orgasme chaque fois que sa hache frappait le dos de Thornton ». Elle est déclarée coupable de deux crimes, et condamnée deux fois à la peine capitale. Garrett est également condamné à mort mais meurt en prison d'un cancer du poumon dû au tabac.

## Prison et exécution
En prison, Tucker devient chrétienne Born again, déclarant avoir vécu une « renaissance » aux côtés de Jésus et avoir compris la Bible. Elle s'excuse de ses crimes. Pat Robertson, meneur de la Christian Coalition of America, intercède en sa faveur. Cependant, le gouverneur du Texas et futur président des États-Unis George W. Bush refuse sa grâce et signe son arrêt de mort. Le journaliste Tucker Carlson écrit plus tard que, lors d'une conversation avec le gouverneur Bush à la suite de la mort de Tucker, ce dernier fait une imitation moqueuse des plaintes de Tucker au procès : « S'il vous plaît, ne me tuez pas » (« Please, don't kill me »). Bush démentit avoir dit cela pour des raisons humoristiques.
En 1995, elle se marie au pasteur Dana Lane Brown en prison.
Le 3 février 1998, à 38 ans, elle est exécutée par injection létale à la prison de Huntsville, au Texas. Elle est déclarée morte à 18 h 45.